# Sterosis
Sterosis là một chi bướm ngày thuộc họ Lycaenidae.